# Мост Хуанган
Мост Хуанган (кит. 黄冈长江大桥) — комбинированный мостовой переход через реку Янцзы, расположенный на территории городских округов Эчжоу и Хуанган; 30-й по длине основного пролёта вантовый мост в мире (23-й в Китае). Является частью скоростной автодороги S38 Huang E, соединяющая S7 на западе с S5 на востоке, и скоростной железной дороги Ухань — Хуанган.

## Характеристика
Мостовой переход соединяет западный и восточный берега реки Янцзы, соответственно, районы Хуанжун городского округа Эчжоу и Хуанчжоу городского округа Хуанган.
Длина мостового перехода — 4 008,191 м, в том числе мост над руслом Янцзы 1 215 м. Мостовой переход имеет двухъярусную конструкцию (верхний ярус автомобильный, нижний железнодорожный) с секцией двухпилонного вантового моста с основным пролётом длиной 567 м, который сменяется двумя секциями (с обеих сторон) балочной конструкции, затем идут мостовые подходы, где двухъярусная конструкция переходит в раздельные автомобильное и ж/д полотна. Пролётные строения нижнего яруса моста изготовлены в виде решётчатых конструкций — ферм. Пролёты моста 81+243+567+243+81 м. Высота основных башенных опор 193,5 м. Башенные опоры имеют форму буквы Н.
Имеет 4 полосы движения (по две в обе стороны) на верхнем ярусе с допустимой скоростью движения автотранспорта 80 км/час и 2 линии на нижнем ярусе для поездов.
Стоимость строительства моста 2,493 млрд юаней.